# Martiněves
Martiněves település Csehországban, a Litoměřicei járásban. Martiněves Račiněves, Přestavlky, Mšené-lázně, Budyně nad Ohří, Bříza, Kmetiněves, Hospozín és Poštovice településekkel határos. Lakosainak száma 802 fő (2024. január 1.).

## Népesség
A település lakosságának változását az alábbi diagram mutatja:
| Lakosok száma | 1327 | 1781 | 1768 | 1028 | 795  | 742  | 782  | 801  | 800  | 802  |
|               | 1869 | 1900 | 1921 | 1961 | 1980 | 2011 | 2016 | 2019 | 2021 | 2024 |